# Сент-Маргерит-де-Лож
Сент-Маргери́т-де-Лож (фр. Sainte-Marguerite-des-Loges) — коммуна во Франции, находится в регионе Нижняя Нормандия. Департамент коммуны — Кальвадос. Входит в состав кантона Ливаро. Округ коммуны — Лизьё.
Код INSEE коммуны — 14615.

## Население
Население коммуны на 2010 год составляло 190 человек.
| 1962 | 1968 | 1975 | 1982 | 1990 | 1999 | 2010 |
| ---- | ---- | ---- | ---- | ---- | ---- | ---- |
| 218  | 194  | 184  | 172  | 161  | 163  | 190  |

## Экономика
В 2010 году среди 133 человек трудоспособного возраста (15—64 лет) 91 были экономически активными, 42 — неактивными (показатель активности — 68,4 %, в 1999 году было 80,0 %). Из 91 активных жителей работали 82 человека (46 мужчин и 36 женщин), безработных было 9 (5 мужчин и 4 женщины). Среди 42 неактивных 15 человек были учениками или студентами, 19 — пенсионерами, 8 были неактивными по другим причинам.